# Хронологія поширення COVID-19 (липень 2020)
Стаття описує поширення коронавірусу тяжкого гострого респіраторного синдрому-2, що спричинив спалах коронавірусної хвороби 2019, у липні 2020 року. Уперше хвороба була зареєстрована в місті Ухань у КНР у грудні 2019 року.

## Хронологія пандемії

### 1 липня
Ситуаційний звіт ВООЗ № 163:
- Канада повідомила про 216 нових випадків, що знаменує кінець першої та початок другої хвилі епідемії, загальна кількість випадків зросла до 104420.[2]
- Фіджі повідомили про смерть одного зі своїх громадян, який летів на борту репатріаційного рейсу компанії «Garuda Indonesia».[3][4]
- Малайзія повідомила лише про один завезений випадок хвороби, кількість активних випадків зросла до 144 із загальною кількістю 8640 випадків. Одужав 21 хворий, загальна кількість одужань зросла до 8375. Кількість померлих залишилася на рівні 121.[5]
- Нова Зеландія не повідомила про відсутність нових випадків, кількість активних випадків утримувалась на рівні 22 із загальною кількістю 1528 випадків (1178 підтверджених і 350 ймовірних), 1484 одужань та 22 смерті. Один хворий залишався в лікарні.[6]
- У Сінгапурі повідомили про 215 нових випадків хвороби, загальна кількість випадків зросла до 44122.[7][8]
- В Україні повідомлено про 664 нових випадки хвороби та 14 нових смертей, загальна кількість зросла до 44998 та 1173 відповідно; загалом одужало 19548 хворих.[9]

### 2 липня
Ситуаційний звіт ВООЗ № 164:
- Бразилія повідомила про 1038 нових смертей, внаслідок чого загальна кількість смертей по країні досягла 60632.[11][12]
- Канада повідомила про 351 новий випадок хвороби, загальну кількість випадків зросла до 104771.[2]
- Франція повідомила про 14 нових смертей, загальна кількість померлих досягла 29875. Кількість госпіталізованих випадків зменшилася на 188 до 8148, а загальна кількість хворих у реанімації зменшилася на 9 до 573.[11]
- Малайзія повідомила про 3 нових випадки хвороби, загальна кількість випадків зросла до 8643 із 85 активними випадками, зареєстровано 62 одужання, кількість одужань досягла 8437. Кількість померлих залишилась на рівні 121.[13]
- Нова Зеландія повідомила про 2 нових випадки хвороби, загальна кількість випадків зросла до 1530 (1180 підтверджених і 350 ймовірних). Одужали 6 хворих, внаслідок чого кількість активних випадків зменшилася до 18, а загальна кількість одужань зросла до 1490. Кількість померлих залишилася на рівні 22.[14]
- Сербія повідомила про 359 нових випадків хвороби і 6 нових смертей, внаслідок чого загальна кількість досягла 15195 і 287 відповідно. У той день було зареєстровано 1996 активних випадків хвороби, 81 хворий перебував у реанімації.[15]
- Сінгапур повідомив про 188 нових випадків хвороби, загальна кількість випадків досягла 44310. 418 хворих одужали, загальна кількість одужань досягла 39429.[16]
- Україна повідомила про 889 нових випадків хвороби і 12 нових смертей, загальна кількість зросла до 45887 і 1185 відповідно; одужали загалом 20053 хворих.[17]
- Велика Британія повідомило про 89 нових смертей, внаслідок чого офіційна загальна кількість смертей по країні досягла 43995, хоча за оцінками, справжня їх кількість наближалася до 55 тисяч.[11][18][19]
- У США повідомили про 50700 нових випадків, що є найбільшою кількістю випадків хвороби за день, зареєстрованою до цього часу. Загальна кількість випадків складала понад 2,73 мільйона.[11][20]

### 3 липня
Ситуаційний звіт ВООЗ № 165:
- Бразилія повідомила про 37923 нові випадки хвороби, загальна кількість випадків зросла до понад 1,5 мільйона. Було зареєстровано ще 1091 смертей, загальна кількість смертей зросла до 64265.[22][23]
- Канада повідомила про 351 новий випадок хвороби, загальна кількість випадків зросла до 104771.[2]
- Франція повідомила про 14 нових смертей, загальна кількість яких досягла 29875. Кількість госпіталізованих випадків зменшилася на 188 до 8148, а загальна кількість хворих у реанімації зменшилася на 9 до 573.[11]
- Малайзія повідомила про 3 нових випадки хвороби, загальна кількість випадків зросла до 8643 із 85 активними випадками. 62 хворих одужали, кількість одужань досягла 8437. Кількість померлих залишилася на рівні 121.[13]
- У Новій Зеландії не повідомили про нові випадки хвороби, кількість активних випадків становила 18, а загальна кількість — 1530 (1180 підтверджених і 350 ймовірних). Загалом 1490 осіб одужали та 22 померли.[24]
- Саудівська Аравія повідомила про 4193 нових випадки хвороби, внаслідок чого загальна кількість випадків в країні перевищила 200 тисяч, і становила 201801. Також було зареєстровано 1802 смерті, понад 140 тисяч хворих одужали.[25][26]
- Сінгапур повідомив про 169 нових випадків хвороби, загальна кількість випадків досягла 44479. 340 хворих одужали, загальна кількість одужань зросла до 39769. Кількість померлих залишилася на рівні 26.[27]
- Іспанія повідомила про 17 нових смертей за останні 24 години.[25][28]
- Південна Корея повідомила про 63 нових випадки хвороби, загальна кількість випадків зросла до 12967. Кількість померлих залишилася на рівні 282.[25]
- Україна повідомила про 876 нових випадків хвороби і 27 нових смертей, загальна кількість зросла до 46763 і 1212 відповідно; загалом одужали 20558 хворих.[29]
- Велика Британія повідомила про 137 нових смертей, загальна кількість підтверджених випадків зросла до 44131, за добу 544 особи отримали позитивний тест на коронавірус.[25][30]
- Сполучені Штати Америки повідомили про 57683 нових випадки хвороби, що стало найвищим приростом за добу на той день, загальна кількість випадків зросла до 2793022. Повідомлено також про ще 728 смертей, кількість померлих зросла до 129405.[25][31]

### 4 липня
Ситуаційний звіт ВООЗ № 166:
- В Азербайджані зареєстровано 534 нових випадки хвороби, загальна кількість випадків зросла до 19801. Кількість померлих зросла до 241, а кількість одужань становила майже 11300.[22]
- У Бразилії зареєстровано 37923 нових випадки хвороби.[33]
- Канада повідомила про 266 нових випадків хвороби, загальна кількість випадків досягла 105356.[2]
- Індія повідомила про новий рекорд за день у 22772 випадки хвороби, загальна кількість випадків зросла до 648315. Повідомлено про ще 442 смерті, загальна кількість померлих зросла до 18655.[22][34]
- Малайзія повідомила про 10 нових випадків хвороби, загальна кількість випадків зросла до 8658. Зареєстровано 76 активних випадків хвороби, з яких 2 потребували респіраторної допомоги. 15 хворих одужали, загальна кількість одужань досягла 8461. Кількість померлих залишилася на рівні 121.[35]
- У Новій Зеландії не повідомили про нові випадки хвороби, кількість активних випадків становила 18, а загальна кількість випадків — 1530 (1180 підтверджених і 350 ймовірних). Загалом 1490 хворих одужали та 22 померли.[24]
- Росія повідомила про 6632 нових випадки хвороби та 168 нових смертей, загальна кількість зросла до 674515 та 10027 відповідно.[22]
- Сінгапур повідомив про 185 нових випадків хвороби, загальна кількість яких досягла 44664.[36][37]
- У ПАР повідомили про 9064 нових випадки хвороби, що є найвищим показником кількості за день, при цьому в країні на той день було підтверджено понад 177 тисяч випадків хвороби.
- У Південній Кореї повідомили про 63 нових випадки хвороби, загальна кількість випадків досягла 13030. Кількість померлих залишилася на рівні 283.[22]
- Україна повідомила про 914 нових випадків хвороби і 15 нових смертей, загальна кількість зросла до 47677 і 1227 відповідно; загалом одужали 21155 хворих.[38]

### 5 липня
Ситуаційний звіт ВООЗ № 167:
- Канада повідомила про 290 нових випадків хвороби, загальна кількість випадків досягла 105646.[2]
- У Малайзії повідомили про 5 нових випадків хвороби: кількість активних випадків становила 77, а загальна кількість — 8663. Одужали 4 хворих, загальна кількість одужань досягла 8465. Кількість померлих залишилася на рівні 121.[40]
- У Новій Зеландії повідомили про 3 нових випадки хвороби: кількість активних випадків становила 21, а загальна кількість випадків — 1533 (1183 підтверджених і 340 ймовірних). Загалом 1490 хворих одужали та 22 померли.[41]
- Сінгапур повідомив про 136 нових випадків хвороби, загальна кількість випадків зросла до 44800.[42] 324 хворих станом на неділю одужали, внаслідок чого загальна кількість одужань досягла 40441.[43]
- Україна повідомила про 823 нові випадки хвороби та 22 нові смерті, загальна кількість зросла до 48500 та 1249 відповідно; загалом одужали 21376 хворих.[44]

### 6 липня
Ситуаційний звіт ВООЗ № 168:
- В Австралії зареєстровано 2 смерті, внаслідок чого кількість померлих досягла 106.[46][47]
- Канада повідомила про 288 нових випадків хвороби, загальна кількість випадків досягла 105934.[2]
- Фіджі повідомили про перший випадок у країні за 78 днів у туриста, який повернувся з Індії.[48]
- У Франції повідомили про 27 нових смертей, загальна кількість випадків досягла 29920. Зареєстровано, що кількість хворих у відділеннях інтенсивної терапії впала на 12 до 548.
- Індія повідомила про 24428 нових випадків хвороби, внаслідок чого загальна кількість випадків у країні досягла 697413.[49][50]
- Індонезія повідомила про 1209 нових випадків хвороби та 70 нових смертей, загальна кількість випадків зросла до 64958 і 3241 відповідно.[49]
- У Малайзії повідомили про 5 нових випадків хвороби, внаслідок чого кількість активних випадків зросла до 77, а загальна кількість — до 8668. 11 хворих одужали, загальна кількість одужань досягла 8476.[51]
- Нова Зеландія повідомила про один новий випадок хвороби, кількість активних випадків зросла до 22, а загальну кількість випадків до 1534 (1184 підтверджених і 350 ймовірних). Загалом 1490 хворих одужали та 22 померли.[52]
- Пакистан повідомив про 3344 нові випадки хвороби, включаючи міністра охорони здоров'я Зафара Мірзу, загальна кількість випадків зросла до 231818. Також повідомлено про 50 нових смертей, загальна кількість випадків зросла до 4844.[49][53]
- Катар повідомив про 546 нових випадків хвороби і 5 нових смертей, загальна кількість зросла до 100345 і 133 відповідно.[54][49]
- У Сінгапурі повідомили про 183 нових випадки хвороби, загальна кількість зросла до 44983.[55][56]
- Україна повідомила про 543 нових випадки хвороби та 13 нових смертей, загальна кількість зросла до 49043 та 1262 відповідно; загалом одужали 21703 хворі.[57]
- Велика Британія повідомила про 16 нових смертей, що є найнижчим показником з 16 березня, загальна кількість смертей зросла до 44236. У Шотландії, Уельсі та Північній Ірландії не повідомлялося про нові випадки смерті.[49][58]
- Сполучені Штати Америки перейшли поріг у 130 тисяч смертей, кількість смертей зросла до 130007. Також повідомлено, що загальна кількість випадків хвороби в країні сягнула 2888729.[49][59]
- У В'єтнамі повідомили про 14 завезених випадків хвороби, загальна кількість випадків у країні зросла до 369. Нових смертей не було зареєстровано, 90 % випадків хвороби одужали.[49]

### 7 липня
Ситуаційний звіт ВООЗ № 169:
- Канада повідомила про 232 нові випадки хвороби, загальна кількість випадків зросла до 106166.[2]
- Фіджі підтвердили 2 нових випадки карантину на кордоні.[61]
- У Франції повідомили про 13 нових смертей, загальна кількість померлих досягла 29933. Ця цифра пояснює перегляд у бік зменшення кількості випадків смертей у будинках для пристарілих; кількість померлих у лікарнях країни зросла на 34 до 19457. Було підтверджено, що кількість смертей у будинках пристарілих склала 10476, що менше порівняно з цифрою 10497, зареєстрованою тижнем раніше.[62]
- Згідно з даними Інституту Роберта Коха, Німеччина повідомила про 397 нових випадків хвороби і 12 нових смертей, загальна кількість зросла до 197341 та 9036 відповідно.[62][63]
- Індія повідомила про 22252 нові випадки хврпрби та 467 нових смертей, внаслідок чого кількість смертей перевищила 20000 та зросла до 20160.[64]
- Індонезія повідомила про 1268 нових випадків хвороби та 68 нових смертей, загальна кількість зросла до 66226 та 3309 відповідно. Також повідомлено, що на той день одужали 30785 хворих.
- Іран повідомив про 2637 нових випадків хвороби, внаслідок чого загальна кількість підтверджених випадків досягла 245688. Країна також повідомила про рекордне збільшення кількості смертей за день на 200, загальна кількість смертей зросла до 11931.[65]
- У Малайзії повідомили про 6 нових випадків хвороби, кількість активних випадків хвороби становила 72, а загальна кількість випадків — 8674. Одужали 5 хворих, внаслідок чого загальна кількість одужань досягла 8481. Кількість померлих залишилася на рівні 121.[66]
- Нова Зеландія повідомила про 2 нових випадки хвороби та 2 нових одужання, внаслідок чого кількість активних випадків зросла до 22, а кількість одужань — до 1492. Всього зареєстровано 1536 випадків хвороби (1186 підтверджених і 350 ймовірних). Кількість померлих досягла 22.[67]
- Сербія повідомила про 299 нових випадків хвороби і 13 смертей, загальна кількість випадків зросла до 16168 і 330 відповідно. Повідомлено, що в реанімації перебували 110 хворих.[65][68]
- Сінгапур повідомив про 157 нових випадків хвороби, загальна кількість випадків досягла 45140.[69][70]
- У ПАР повідомили про 8971 випадок хвороби, загальна кількість випадків перевищила 200 тисяч і зросла до 205721.
- Росія повідомила про 6368 нових випадків хвороби і 198 нових смертей, загальна кількість зросла до 694230 і 10494 відповідно.[65]
- В Україні повідомили про 564 нових випадки хвороби та 21 нову смерть, загальна кількість зросла до 49607 та 1283 відповідно; загалом одужали 22139 хворих.[71]
- Велика Британія повідомило про 581 новий випадок хвороби, загальна кількість випадків у країні зросла до 286349. Також було зареєстровано ще 155 смертей, внаслідок чого офіційна загальна кількість смертей досягла 44391, хоча Управління національної статистики повідомило, що кількість смертей від COVID-19 перевищувала 55 тисяч..[65][72][73]
- У США повідомили, що загальна кількість випадків хвороби в країні перевищила 3 мільйони.[62][74][75]

### 8 липня
Ситуаційний звіт ВООЗ № 170:
- Аргентина повідомила про рекордний показник за добу у 3604 нові випадки хвороби, загальна кількість підтверджених випадків зросла до 275003. Повідомлено, що 1694 хворі померли.[77][78]
- Канада повідомила про 267 нових випадків хвороби, загальна кількість випадків зросла до 106433.[2]
- Франція повідомила про 32 нові смерті, загальна кількість випадків зросла до 29965.[79]
- Гонконг повідомив про 24 нові випадки хвороби, 19 з яких були підтверджені як місцева передача вірусу. Загальна кількість випадків становила 1324, з них 7 смертей.[62]
- В Ірані повідомили про 153 нові смерті, внаслідок чого загальна кількість померлих перевищила 12 тисяч. Також повідомлено, що загальна кількість випадків сягнула 248379 і що 209463 одужали.[80][62]
- У Малайзії повідомили про 3 нові випадки хвороби, внаслідок чого кількість активних випадків зросла до 70, а загальна кількість — до 8677. Одужали 5 хворих, загальна кількість одужань досягла 8486. Кількість померлих залишилася на рівні 121.[81]
- Мексика повідомила про 6995 нових випадків хвороби та 782 нові смерті, загальна кількість зросла до 275003 та 32796 відповідно.[77][82]
- Нова Зеландія повідомила про один новий випадок хвороби, внаслідок чого кількість активних випадків зросла до 23, а загальна кількість випадків — до 1537 (1187 підтверджених і 350 ймовірних). Кількість одужань залишилася на рівні 1492, а кількість померлих — 22.[83] Останнім випадком став 32-річний чоловік, який ненадовго уникнув керованої ізоляції в Окленді, перш ніж його затримали представники влади.[84]
- Оман повідомив про 1210 нових випадків хвороби, загальна кількість випадків перевищила 50 тисяч, і зросла до 50207. Також було повідомлено про 9 нових смертей, кількість померлих зросла до 233.
- Філіппіни повідомили про 2539 нових випадків хвороби, що стало найвищою зареєстрованою кількістю хворих за добу. Повідомлено також про ще 5 смертей, кількість померлих зросла до 1314.[62][85]
- Росія повідомила про 6562 нові випадки хвороби, перевищивши загальну кількість випадків понад 700 тисяч до 700792. Повідомлено також про ще 173 смерті, загальна підтверджену кількість померлих зросла до 10667.[62]
- Сінгапур повідомив про 158 нових випадків хвороби, загальна кількість випадків досягла 45298.[86] Крім того, хворий із COVID-19 помер від зупинки дихання.[87]
- Україна повідомила про 807 нових випадків хвороби і 23 нові смерті, загальна кількість зросла до 50414 і 1306 відповідно; загалом одужали 23119 хворих.[88]
- Велика Британія повідомила про 630 нових випадків хвороби та 126 нових смертей, внаслідок чого офіційна загальна кількість у країні склала 286979 і 44517 відповідно.[89]
- Президент Бразилії Жаїр Болсонару отримав позитивний тест на COVID-19.

### 9 липня
Ситуаційний звіт ВООЗ № 171:
- У президента Болівії Жанін Аньєс підтвердився позитивний тест на COVID-19.
- Китай повідомив про 9 нових випадків хвороби, усі з яких були завезеними, загальна кількість випадків зросла до 84910. Повідомлень про випадки смерті не надходило, тому кількість померлих залишилася на рівні 4641. У лікарнях залишалися 74 хворі.[77]
- Канада повідомила про 371 новий випадок хвороби. Це найвища кількість випадків за добу з 29 червня 2020 року, внаслідок чого загальна кількість випадків досягла 106804.[2]
- Згідно з даними Інституту Роберта Коха, у Німеччині зареєстровано 442 нових випадки хвороби та 12 нових смертей, загальна кількість зросла відповідно до 197783 та 9048.
- У Гонконзі повідомили про 42 нові випадки хвороби, 34 з яких були з місцевою передачею вірусу, загальна кількість випадків зросла до 1366. Повідомлень про нові смерті не надходило, тому кількість померлих залишилася на рівні 7.[77][91]
- Індія повідомила про рекордну кількість хворих на добу із 24879 нових підтверджених випадків хвороби, загальна кількість випадків зросла до 767296. Також було зареєстровано ще 487 смертей, загальна кількість померлих зросла до 21129.
- Індонезія повідомила про 2657 нових випадків хвороби та 58 нових смертей, загальна кількість зросла до 70736 і 3417 відповідно.[77]
- Японія повідомила про 224 нових випадки в столиці Токіо, що стало найбільшою кількістю випадків хвороби на день на той час.[92]
- Малайзія повідомила про 6 нових випадків хвороби, загальна кількість випадків зросла до 8683. 13 хворих одужали, загальна кількість одужань досягла 8499. Зареєстровано 63 активних випадки хвороби, 2 в реанімації та один на штучній вентиляції легень. Кількість померлих залишилася на рівні 121.[93]
- Мексика повідомила про 7280 нових випадків хвороби, що стало найвищим показником за день, і про 730 нових смертей, загальна кількість зросла до 282283 і 33526 відповідно.[94]
- Нова Зеландія повідомила про 3 нові випадки хвороби, внаслідок чого кількість активних випадків зросла до 24, а загальна кількість випадків — до 1540 (1190 підтверджених, 350 ймовірних). Було зареєстровано 2 нових одужання, загальна кількість одужань зросла до 1494. Кількість померлих залишилася на рівні 22.[95]
- Нігерія повідомила про 460 нових випадків хвороби, внаслідок чого загальна кількість випадків у країні перевищила 30 тисяч, та зросла до 30249. Повідомлено, що загальна кількість померлих становила 684.[77]
- У Катарі повідомили про 557 нових випадків хвороби та 4 нових смерті, загальна кількість зросла до 102110 і 142 відповідно.[96]
- Сінгапур повідомив про 125 нових випадків хвороби, загальна кількість випадків досягла 45422.[97] Крім того, хворий із COVID-19 помер від зупинки дихання.[98]
- Словаччина повідомила про 53 нових випадки хвороби, що є найбільшою добовою кількістю з квітня, загальна кількість випадків зросла до 1851. Також повідомлено, що 28 хворих померли, 1477 хворих одужали. Нараховувалось 346 активних випадків хвороби, що стало найвищим показником з 12 травня.[77][99]
- ПАР повідомила про 13674 нові випадки хвороби, що стало найбільшим показником за день, загальна кількість підтверджених випадків зросла до 238339. Було зареєстровано ще 129 смертей, загальна кількість померлих зросла до 3720; 113061 хворий одужав. Міністерство охорони здоров'я також повідомила, що на той день проведено понад 2 мільйони тестів.[94][100]
- Південна Корея повідомила про 50 нових випадків хвороби, загальна кількість випадків зросла до 13293. Кількість померлих залишилася на рівні 287.[77]
- Україна повідомила про 810 нових випадків хвороби і 21 нову смерть, загальна кількість зросла до 51224 і 1327 відповідно; загалом одужали 23784 хворі.[101]
- Велика Британія повідомила про 85 нових смертей, внаслідок чого загальна кількість померлих досягла 44602. У Шотландії нових смертей не було.[77][102]
- У Сполучених Штатах Америки повідомили про 65551 новий випадок хвороби, що стало найбільшою кількістю випадків за день на той час, загальна кількість підтверджених випадків зросла до понад 3,1 мільйона. Згідно з даними Університету Джонса Гопкінса, за останню добу було зареєстровано 1000 смертей, кількість померлих у країні зросла до 133195.[103][94]
- Віце-президент Об'єднаної соціалістичної партії Венесуели Діосдадо Кабельо отримав позитивний результат тестування на COVID-19.

### 10 липня
Ситуаційний звіт ВООЗ № 172:
- Всесвітня організація охорони здоров'я повідомила про рекордне зростання кількості випадків коронавірусної хвороби в усьому світі: загальна кількість за 24 години зросла на 228102.[94]
- Канада повідомила про 321 новий випадок хвороби, загальна кількість випадків зросла до 107125.[2]
- Чехія повідомила про 82 нових випадки хвороби, загальна кількість випадків перевищила 13 тисяч.[94]
- Фіджі підтвердили 5 нових випадків хвороби.[105]
- Франція повідомила про понад 600 нових випадків хвороби третій день поспіль. Було зареєстровано 25 нових смертей, загальна кількість смертей переступила поріг у 30 тисяч, і зросла до 30004.[94]
- Гонконг повідомив про 38 нових випадків хвороби, загальна кількість підтверджених на той час випадків зросла до 1404. Кількість померлих залишилася на рівні 7.[106][94]
- Малайзія повідомила про 13 нових випадків хвороби, загальна кількість випадків зросла до 8696.[107] 12 хворих одужали, внаслідок чого загальна кількість одужань досягла 8511. Налічувалось 64 активні випадки хвороби, кількість померлих залишилася на рівні 121.[108]
- Намібія повідомила про 52 нових випадки хвороби та першу смерть 45-річного чоловіка. Загальна кількість випадків досягла 667.[109]
- Нова Зеландія повідомила про 2 нових випадки хвороби, внаслідок чого кількість активних випадків зросла до 23, а загальна кількість випадків — до 1542 (1192 підтверджених і 350 ймовірних). Було зареєстровано 3 нових одужання, внаслідок чого загальна кількість одужань досягла 1497. Кількість померлих залишилася на рівні 22.[110]
- Сербія повідомила про 386 нових випадків хвороби та 18 нових смертей, загальна кількість зросла до 386 та 18 відповідно.[111]
- Росія повідомила про 6635 нових випадків хвороби та 174 нові смерті, загальна кількість зросла до 713936 і 11017 відповідно, одужали 489068 хворих.[94][112]
- Сінгапур повідомив про 191 новий випадок хвороби, загальна кількість випадків зросла до 45613.[113][114]
- Україна повідомила про 819 нових випадків хвороби і 18 нових смертей, загальна кількість зросла до 52043 і 1345 відповідно; загалом одужали 24800 хворих.[115]
- Велика Британія повідомила про 48 нових смертей, офіційна загальна кількість померлих зросла до 44650. У Шотландії, Уельсі та Північній Ірландії нових смертей не зареєстровано.[94][116]
- Сполучені Штати Америки повідомили про 69 тисяч нових випадків хвороби, що стало рекордом кількості випадків за добу, загальна кількість випадків зросла до 3,18 мільйона, на той час було підтверджено понад 134 тисячі смертей.[117][118]

### 11 липня
Ситуаційний звіт ВООЗ № 173:
- Бразилія повідомила про 45 тисяч нових випадків хвороби, загальна кількість випадків досягла 1,8 мільйона. Було також зареєстровано 1200 нових смертей, кількість померлих переступила поріг у 70 тисяч, та зросла до 70400.[120][121]
- Канада повідомила про 298 нових випадків хвороби, загальна кількість випадків зросла до 107423.[2]
- Індія повідомила про новий максимум кількості випадків хвороби за добу (третій день поспіль) у 27114 випадків хвороби, загальна кількість випадків перевищила 800 тисяч, і зросла до 820916. Також повідомлено про 519 нових смертей, загальна кількість померлих зросла до 22123.[120][122]
- Італія повідомила про 188 нових випадків хвороби, третина з яких була в регіоні Ломбардія, загальна кількість випадків зросла до 242827. Також повідомлено про 7 нових смертей, загальна кількість випадків зросла до 34945. Загальна кількість активних випадків знизилась до 13303; проведено понад 5,95 мільйона тестів на коронавірус.[123][124]
- Ліван повідомив про рекордну кількість випадків хвороби за день у 86 нових випадків хвороби, загальна кількість смертей у країні зросла до 2168. За добу зареєстровано 36 смертей.[120]
- Малайзія повідомила про 8 нових випадків (4 завезені випадки), загальна кількість випадків зросла до 8704. Налічувалось 67 активних випадків хвороби, 3 в реанімації та 2 на штучній вентиляції легень. Одужали 4 хворих, загальна кількість одужань зросла до 8515. Країна також повідомила про одну нову смерть, загальна кількість померлих зросла до 122.[125]
- Мексика повідомила про 6094 нові випадки хвороби та 539 нових смертей, загальна кількість зоросла до 295268 та 34730 відповідно.[123]
- Нова Зеландія повідомила про один новий випадок хвороби, внаслідок чого кількість активних випадків зросла до 24, а загальна кількість — до 1543 (1193 підтверджених і 350 ймовірних). Кількість одужань залишилася на рівні 1497, а кількість померлих залишилася на рівні 24.[126]
- У Палестині зареєстровано 436 нових випадків хвороби, загальна кількість підтверджених на той день випадків зросла до 5827. Було зареєстровано ще 5 смертей, загальна кількість померлих зросла до 35. 829 хворих одужали.[120]
- Філіппіни повідомили про 1387 нових випадків хвороби, загальна кількість випадків зросла до 54222. Також зареєстровано 12 нових смертей.[127]
- Росія повідомила про 6611 нових випадків хвороби і 188 нових смертей, загальна кількість зросла до 720547 і 11205 відповідно.[120]
- У Сінгапурі повідомили про 170 нових випадків хвороби, загальна кількість випадків зросла до 45783.[128][129]
- У ПАР повідомили про 13497 нових випадків хвороби і 3971 нову смерть, внаслідок чого загальна кількість досягла 264184 і3 971 відповідно.[130]
- Туреччина повідомила про 1016 нових випадків хвороби і 21 нову смерть, внаслідок чого загальна кількість досягла 211981 і 5344 відповідно. Також повідомлено, що 1334 хворі одужали, внаслідок чого загальна кількість одужань досягла 193217.[120]
- Україна повідомила про 800 нових випадків хвороби і 27 нових смертей, загальна кількість зросла до 52843 і 1372 відповідно; загалом одужав 25661 хворий.[131]
- Велика Британія повідомила про 820 нових випадків хвороби та 148 нових смертей, офіційна загальна кількість зросла до 288953 та 44798 відповідно. Також повідомлено, що за останню добу проведено 153667 тестів.[132][133]
- За даними Університету Джонса Гопкінса, у Сполучених Штатах Америки повідомили про 66528 нових випадків хвороби та 760 нових смертей, загальна кількість зросла до 3242073 і 134 29 відповідно. Флорида повідомила про найбільшу кількість випадків за добу в одному штаті на той день, з 15299 випадками хвороби за день.[123][134]

### 12 липня
Ситуаційний звіт ВООЗ № 174:
- Всесвітня організація охорони здоров'я повідомила про новий рекорд у 230370 випадків хвороби, підтверджених за один день у всьому світі.[123][136]
- Аргентина повідомила про 2657 нових випадків хвороби, внаслідок чого загальна кількість підтверджених випадків перевищила 100 тисяч та зросла до 100166. Кількість померлих у країні становила 1845.[137]
- Австралія повідомила про 273 нових випадки хвороби та 1 нову смерть у штаті Вікторія.[123][138]
- Бразилія повідомила про 631 нову смерть, загальну кількість смертей у країні зросла до 72100. Кількість підтверджених випадків хвороби зросла до 1864681.[137][139]
- Канада повідомила про 383 нових випадки хвороби. Це стало найбільшою кількістю випадків за добу з 29 червня 2020 року, внаслідок чого загальна кількість випадків досягла 107806.[2]
- У Китаї повідомили про 7 нових випадків хвороби, жодного з місцевою передачею вірусу, загальна кількість підтверджених випадків зросла до 83594. Повідомлень про нові смерті не надходило, тому загальна кількість померлих залишилась на рівні 4634.
- Німеччина повідомила про 282 нові випадки хвороби та 3 нові смерті, загальна кількість зросла до 198804 та 9063 відповідно.
- Греція повідомила про 41 новий випадок хвороби, загальна кількість випадків у країні зросла до 3772. Нових смертей не зареєстровано; кількість померлих становила 193.[123]
- Індія повідомила про 28637 нових випадків хвороби, що стало найбільшим показником кількості випадків за день, кількість випадків зросла до 849553. Повідомлено також про ще 551 смерть, загальна кількість померлих зросла до 22674.[140][123]
- Ліван повідомив про рекордні 166 нових випадків хвороби, загальна кількість випадків зросла до понад 2 тисячі.[141]
- Малайзія повідомила про 14 нових випадків хвороби (3 завезені і 11 випадків місцевої передачі вірусу), внаслідок чого загальна кількість випадків зросла до 8718. Одужали 4 хворих, а кількість померлих залишилася на рівні 122.[142]
- Мексика повідомила про 4482 нові випадки хвороби та 276 нових смертей, загальна кількість зросла до 299750 та 35006 відповідно.[143]
- Нова Зеландія повідомила про один новий випадок хвороби, внаслідок чого кількість активних випадків зросла до 25, а загальна кількість випадків — до 1544 (1194 підтверджених і 350 ймовірних). Кількість одужань залишилася на рівні 1497, а кількість померлих залишилася на рівні 24.[144]
- Росія повідомила про 6615 нових випадків хвороби і 130 нових смертей, загальна кількість зросла до 727162 і 11335 відповідно.[123]
- Сінгапур повідомив про 178 нових випадків хвороби, загальна кількість аипадків досягла 45961.[145][146]
- Південна Корея повідомила про 44 нових випадки хвороби, 21 з них були з місцевою передачею вірусу, кількість підтверджених випадків зросла до 13417. Також було зареєстровано 1 нову смерть, загальна кількість випадків зросла до 289.
- Сирія повідомила про 4 нові випадки хвороби в губернаторстві Ідліб.[123]
- Україна повідомила про 678 нових випадків хвороби і 11 нових смертей, загальна кількість зросла до 53521 і 1383 відповідно; загалом одужали 26118 хворих.[147]
- Велика Британія повідомила про 650 нових випадків хвороби та 21 нову смерть, загальна кількість зросла до 289603 та 4819 відповідно. У Шотландії та Уельсі не повідомлялося про нові смерті.[148]
- Згідно з даними Університету Джонса Гопкінса, у Сполучених Штатах Америки зареєстровано новий рекордний показник у 66528 випадків хвороби за день та 760 нових смертей, загальна кількість зросла до 3242073 та 134729 відповідно.[123]

### 13 липня
Ситуаційний звіт ВООЗ № 175:
- Канада повідомила про 349 нових випадків хвороби, загальнау кількість випадків зросла до 108155.[2]
- Китай повідомив про 3 нових випадки хвороби та 5 нових безсимптомних випадків, загальна кількість підтверджених випадків зросла до 83605. Кількість померлих залишилася на рівні 4634.[150]
- Франція повідомила, що кількість госпіталізованих хворих із COVID-19 зменшилася з 7062 до 6983, а кількість хворих у відділеннях інтенсивної терапії впала з 496 до 492.[151]
- Згідно з даними Інституту Роберта Коха, у Німеччині зареєстровано 159 нових випадків хвороби та 1 смерть, загальна кількість зросла до 198963 і 9064 відповідно.[152]
- Індія повідомила про 28701 новий випадок хвороби і 500 нових смертей, загальна кількість померлих зросла до 23174.
- Індонезія повідомила про 1282 нових випадки хвороби та 50 нових смертей, загальна кількість зросла до 76981 та 3656 відповідно.[137]
- Малайзія повідомила про 7 нових випадків хвороби, кількість активних випадків зросла до 83, а загальна кількість випадків до 8725. Зареєстровано одне одужання, загальна кількість одужань зросла до 8520. Кількість померлих залишилася на рівні 122.[153]
- Мексика повідомила про 4695 нових випадків хвороби і 485 нових смертей, загальна кількість зросла до 304435 і 35491 відповідно.[154]
- Нова Зеландія не повідомила про нові випадки хвороби. Кількість активних випадків залишилася на рівні 25, загальна кількість випадків залишилася на рівні 1544 (1194 підтверджених та 350 імовірних). Кількість одужань залишилася на рівні 1497, тоді як кількість померлих залишилася на рівні 22.[155]
- Філіппіни повідомили про 2124 нові випадки хвороби та новий найбільший показник кількості смертей за день у 162 смерті, загальна кількість зросла до 56259 та 1534 відповідно.[137][156]
- У Сінгапурі повідомили про 322 нові випадки хвороби, загальна кількість випадків зросла до 46282.[157][158]
- Південна Корея повідомила про 62 нових випадки хвороби, 19 з яких були з місцевою передачею, загальна кількість підтверджених на даний момент випадків зросла до 13479. Повідомлень про нові смерті не надходило, кількість померлих залишилась на рівні 289.[137]
- Україна повідомила про 602 нових випадки хвороби та 15 нових смертей, загальна кількість зросла до 54133 та 1398 відповідно; загалом одужали 26503 хворі.[159]
- Велика Британія повідомила про 11 нових смертей, офіційна кількість померлих зросла до 44830.[137][160]
- Сполучені Штати Америки повідомили про 60469 нових випадків хвороби і 312 нових смертей, загальна кількість у країні зросла до 3296599 і 134884 відповідно.[137]

### 14 липня
Ситуаційний звіт ВООЗ № 176:
- В Алжирі повідомили про 527 нових випадків хвороби, що стало найбільшою кількістю випадків хвороби за день, зареєстрованою на той момент, 10 нових смертей і 337 нових одужань.[162]
- Канада повідомила про 331 новий випадок хвороби, загальна кількість випадків зросла до 108486.[2]
- Чилі повідомило про 1836 нових випадків хвороби, що стало найнижчим показником кількості хворих за 63 дні, загальна кількість заражень зросла до 319493. Кількість померлих зросла до 7069.[154]
- Китай повідомив про 6 нових випадків хвороби, усі завезені, загальна кількість випадків зросла до 83611. Повідомлень про нові смерті не надходило, тому кількість померлих залишилась на рівні 4634.[163]
- У Німеччині повідомили про 412 нових випадків хвороби і 4 нових смерті, внаслідок чого загальна кількість досягла 199375 і 9068 відповідно.[154]
- Гонконг повідомив про 48 нових випадків, 40 з яких були з місцевою передачею, загальна кількість підтверджених випадків зросла до понад 1500. Кількість померлих залишилася на рівні 8.[164]
- Індія повідомила про 28498 нових випадків хвороби та 553 нові смерті, загальна кількість зросла до 906752 та 23727 відповідно.[154]
- Іран повідомив про 179 нових смертей, загальна кількість смертей зросла до 13211. Також було зареєстровано 2521 новий випадок хвороби, загальна кількість випадків зросла до 262173.[165]
- Ізраїль повідомив про 1681 новий випадок хвороби, що стало найбільшою кількістю випадків хвороби за день, зареєстрованою на той момент. Повідомлено про 3 нові смерті, кількість померлих зросла до 368. На той день 177 пацієнтів перебували у важкому стані, 55 — на апаратах штучної вентиляції легень, загалом було зареєстровано 21118 активних випадків хвороби.[154][166]
- Малайзія повідомила про 4 нові випадки хвороби, внаслідок чого загальна кількість випадків зросла до 8729. На той день налічувалось 83 активні випадки хвороби, 4 з них у реанімації та 2 на штучній вентиляції легень. 4 хворих одужали, внаслідок чого загальна кількість одужань досягла 8524. Кількість померлих залишилася на рівні 122.[167]
- Нова Зеландія повідомила про один новий випадок хвороби, кількість активних випадків зросла до 25, а загальна кількість випадків до 1545 (1195 підтверджених і 350 ймовірних). Було зареєстровано одне нове одужання, загальна кількість одужань зросла до 1498. Кількість померлих залишилася на рівні 22.[168]
- Філіппіни повідомили про 634 нових випадки хвороби та 6 нових смертей, загальна кількість зросла до 57545 і 1603 відповідно.[154]
- Росія повідомила про 6428 нових випадків хвороби і 175 нових смертей, загальна кількість зросла до 739947 і 11614 відповідно.[169]
- У Сінгапурі повідомили про 347 нових випадків хвороби, загальна кількість зросла до 46629.[170] Пізніше було підтверджено ще одну смерть, загальна кількість померлих зросла до 27.[171]
- Іспанія повідомила про 666 нових випадків хвороби із приблизно 120 різних спалахів, загальна кількість підтверджених на той момент випадків зросла до 256619.[154]
- Україна повідомила про 638 нових випадків хвороби і 14 нових смертей, загальна кількість зросла до 54771 і 1412 відповідно; загалом одужали 27154 хворі.[172]
- Велика Британія повідомила про 398 нових лабораторно підтверджених випадків хвороби та 138 нових смертей, офіційна загальна кількість зросла до 291373 та 44968 відповідно. У Шотландії не повідомляли про нові смерті.[173][174]

### 15 липня
Ситуаційний звіт ВООЗ № 177:
- Канада повідомила про 341 новий випадок хвороби, загальна кількість випадків зросла до 108827.[2]
- У Малайзії повідомили про 5 нових випадків хвороби, внаслідок чого кількість активних випадків зросла до 86, а загальна кількість випадків — до 8734. 2 хворі одужали, загальна кількість одужань досягла 8526. Кількість померлих залишилася на рівні 122.[176]
- Нова Каледонія повідомила про один новий випадок хвороби, внаслідок чого загальна кількість підтверджених випадків досягла 22.[177]
- Нова Зеландія повідомила про 2 нових випадки хвороби, внаслідок чого кількість активних випадків зросла до 27, а загальна кількість випадків — до 1547 (1197 підтверджених і 350 імовірних). Кількість одужань залишилася на рівні 1498, а кількість померлих залишилася на рівні 22.[178]
- Сінгапур повідомив про 249 нових випадків хвороби, загальна кількість випадків досягла 46878.[179][180]
- Україна повідомила про 836 нових випадків хвороби і 15 нових смертей, загальна кількість випадків зросла до 55607 і 1427 відповідно; загалом одужав 28131 хворий.[181]

### 16 липня
Ситуаційний звіт ВООЗ № 178:
- Австралія повідомила про 317 випадків хвороби, що стало новим рекордом кількості випадків за день, і про 2 нових смерті в штаті Вікторія.[183]
- Канада повідомила про 437 нових випадків хвороби, що стало найвищою кількістю випадків за день з 13 червня 2020 року, внаслідок чого загальна кількість випадків досягла 109264.[2]
- Індія повідомила про найбільшу кількість випадків хвороби за день у 32695 нових випадків, загальна кількість підтверджених випадків у країні зросла до 968876. Повідомлено про 1118 нових смертей, кількість померлих зросла до 24915. Налічувались 331146 активних випадків хвороби, 612815 хворих одужали.[184]
- Індонезія повідомила про 1574 нові випадки хвороби та 76 нових смертей, загальна кількість зросла до 81668 та 3873 відповідно.[185]
- Малайзія повідомила про 3 нових випадки хвороби (один малайзієць і 2 іноземці), загальна кількість випадків зросла до 8737. Налічувались 77 активних випадків хвороби, 3 в реанімації, один з них на штучній вентиляції легень. Одужали 12 хворих, загальна кількість одужань досягла 8538. Кількість померлих залишилася на рівні 122.[186]
- Мальта не повідомила про нові випадки хвороби протягом тиждня, загалом у країні налічувались 4 активні випадки хвороби.[185]
- Нова Зеландія повідомила про один новий випадок хвороби, внаслідок чого кількість активних випадків зросла до 27, а загальна кількість випадків — до 1548 (1198 підтверджених і 350 імовірних). Один хворий одужав, унаслідок чого загальна кількість одужань досягла 1499. Кількість померлих залишилася на рівні 22.[187]
- Пакистан повідомив про 2145 нових випадків хвороби, загальна кількість підтверджених на даний момент випадків зросла до 257915. Повідомлено також про ще 153 смерті, що стало найменшою кількістю за останній місяць, загальна кількість померлих зросла до 5426.[185]
- Росія повідомила про 6428 нових випадків і 167 нових смертей, загальна кількість зросла до 752797 і 11937 відповідно.[188][185]
- Сінгапур повідомив про 248 нових випадків хвороби, загальна кількість випадків досягла 47126.[189][190]
- Україна повідомила про 848 нових випадків хвороби і 18 нових смертей, загальна кількість зросла до 56455 і 1445 відповідно; загалом одужав 28931 хвороби.[191]
- Сполучене Королівство повідомило про 642 нові випадки хвороби та 66 нових смертей, загальна кількість зросла до 292552 та 45119 відповідно. Усі нові випадки смерті мали супутні захворювання; У Шотландії зареєстрували першу смерть за 8 днів.[192]
- Згідно з даними Університету Джонса Гопкінса, у Сполучених Штатах Америки загальна кількість випадків хвороби перевищила 3,5 мільйона, з яких понад 137 тисяч померли.[185]

### 17 липня
Ситуаційний звіт ВООЗ № 179:
- У Бразилії кількість випадків хвороби перевищила 2 мільйони.[194]
- Канада повідомила про 405 нових випадків хвороби, загальна кількість випадків досягла 109669.[2]
- В Індії загальна кількість випадків перевищила 1 мільйон, зареєстровано понад 25 тисяч смертей.[195]
- Малайзія повідомила про 18 нових випадків хвороби, загальна кількість випадків зросла до 8755. 3 хворих одужали, внаслідок чого загальна кількість одужань склала 8541. Налічувалось 92 активних випадки хвороби, 3 в реанімації та один на штучній вентиляції легень. Кількість померлих залишилася на рівні 122.[196]
- Нова Зеландія повідомила про один новий випадок хвороби, загальна кількість випадків зросла до 1549 (1199 підтверджених і 350 ймовірних). 7 хворих одужали, загальна кількість одужань досягла 1506. Налічувався 21 активний випадок хвороби, а кількість смертей залишилася на рівні 22.[197]
- Сінгапур повідомив про 327 нових випадків хвороби, загальна кількість випадків досягла 47453.[198] Крім того, пізніше було підтверджено наявність у пацієнтки COVID-19 після її смерті, яка була спричинена крововиливом у мозок.[199]
- Україна повідомила про 809 нових випадків хвороби і 11 нових смертей, загальна кількість зросла до 57264 і 1456 відповідно; загалом одужали 29769 хворих.[200]

### 18 травня
Ситуаційний звіт ВООЗ № 180:
- Канада повідомила про 546 нових випадків хвороби. Це стало найвищою кількістю випадків хвороби за добу з 7 червня 2020 року, внаслідок чого загальна кількість випадків досягла 110215.[2]
- Малайзія повідомила про 9 нових випадків хвороби, загальна кількість випадків зросла до 8764. Налічувалось 96 активних випадків хвороби, один з яких знаходився в реанімації. 5 хворих одужали, загальна кількість одужань зросла до 8546. Кількість померлих залишилася на рівні 122.[202]
- Нова Зеландія повідомила про один новий випадок хвороби, загальна кількість випадків зросла до 1550 (1200 підтверджених і 350 імовірних). Налічувалось 22 активні випадки хвороби, а кількість одужань залишилася на рівні 1506, а кількість померлих становила 22.[203]
- У Сінгапурі повідомили про 202 нові випадки хвороби, загальна кількість випадків зросла до 47655.[204]
- Україна повідомила про 847 нових випадків хвороби і 21 нову смерть, загальна кількість зросла до 58111 і 1477 відповідно; загалом одужали 30525 хворих.[205]
- Філіппінський професійний боксер Джон Вінсент Моральде отримав позитивний результат тесту на COVID-19.

### 19 липня
Ситуаційний звіт ВООЗ № 181:
- Канада повідомила про 454 нові випадки хвороби, загальна кількість випадків зросла до 110669.[2]
- У Малайзії повідомили про 15 нових випадків хвороби (11 з місцевою передачею інфекції і 4 завезених), загальна кількість зросла до 8779. Налічувались 103 активних випадки хвороби, з них 2 в реанімації та один на штучній вентиляції легень. Повідомлено про одну нову смерть, кількість померлих зросла до 123.[207]
- Нова Зеландія повідомила про 3 нові випадки хвороби, загальна кількість випадків зросла до 1553 (1203 підтверджених і 350 імовірних). Налічувалось 25 активних випадків хвороби, а кількість одужань залишилася на рівні 1506, а кількість померлих становила 22.[208]
- Сінгапур повідомив про 257 нових випадків хвороби, загальна кількість випадків зросла до 47912.[209][210]
- В Україні зареєстровано 731 новий випадок хвороби та 8 нових смертей, загальна кількість зросла до 58842 та 1485 відповідно; загалом одужали 30879 хворих.[211]

### 20 липня
Ситуаційний звіт ВООЗ № 182:
- Канада повідомила про 453 нових випадки, загальна кількість випадків зросла до 11122.[2]
- Фіджі підтвердили один новий випадок хвороби внаслідок поїздки за кордон.[213]
- Малайзія повідомила про 21 новий випадок хвороби. 2 хворі одужали, загальна кількість одужань досягла 8555. Налічувалось 122 активні випадки хвороби, 3 в реанімації та один потребував штучної вентиляції легень.[214]
- Нова Зеландія повідомила про один новий випадок хвороби, загальна кількість зросла до 1554 (1204 підтверджених і 350 ймовірних). Налічувались 26 активних випадків хвороби, а кількість одужань залишилася на рівні 1506, а кількість померлих становила 22.[215]
- У Сінгапурі повідомили про 123 нові випадки хвороби, загальна кількість випадків зросла до 48035.[216][217]
- Україна повідомила про 651 новий випадок хвороби і 13 нових смертей, загальна кількість зросла до 59493 і 1498 відповідно; загалом одужали 31439 хворих.[218]

### 21 липня
Ситуаційний звіт ВООЗ № 183:
- Канада повідомила про 575 нових випадків хвороби. Це було найвищою кількість випадків за добу з 7 червня 2020 року, внаслідок чого загальна кількість випадків досягла 111697.[2]
- Малайзія повідомила про 15 нових випадків хвороби, загальна кількість випадків зросла до 8815. Було зареєстровано 7 одужань, а загальна кількість одужань досягла 8562. Налічувалось 130 активних випадків хвороби, 4 в реанімації та один на апараті штучної вентиляції легень. Кількість померлих залишилася на рівні 123.[220]
- Нова Зеландія повідомила про один новий випадок хвороби, загальна кількість випадків зросла до 1555 (1205 підтверджених і 350 ймовірних). Налічувалось 27 активних випадків хвороби, а кількість одужань залишилася на рівні 1506, а кількість померлих становила 22.[221]
- Сінгапур повідомив про 399 нових випадків хвороби, загальна кількість випадків досягла 48434.[222][223]
- Україна повідомила про 673 нові випадки хвороби та 20 нових смертей, загальна кількість зросла до 60166 та 1518 відповідно; загалом одужали 32199 хворих.[224]

### 22 липня
Ситуаційний звіт ВООЗ № 184:
- Канада повідомила про 543 нові випадки хвороби, загальна кількість випадків зросла до 112240.[2]
- Малайзія повідомила про 16 нових випадків хвороби, загальна кількість випадків зросла до 8831. 5 активних випадків хвороби залишалися в реанімації, один потребував апарату штучної вентиляції легень. Зареєстровано 4 одужання.[226]
- Нова Зеландія не повідомила про нові випадки хвороби, кількість активних випадків залишилася на рівні 27, і загальна кількість випадків становила 1555 (1205 підтверджених і 350 ймовірних). Загалом 1506 осіб одужали, а кількість померлих становила 22.[227]
- Сінгапур повідомив про 310 нових випадків хвороби, загальна кількість випадків досягла 48744.[228][229]
- Україна повідомила про 829 нових випадків хвороби і 16 нових смертей, загальна кількість зросла до 60995 і 1534 відповідно; загалом одужали 33172 хворі.[230]

### 23 липня
Ситуаційний звіт ВООЗ № 186:
- Канада повідомила про 432 нові випадки хвороби, загальна кількість випадків зросла до 112672.[2]
- Малайзія повідомила про 9 нових випадків хвороби, загальна кількість випадків зросла до 8840. Налічувались 143 активні випадки хвороби, з них 5 у реанімації та 2 потребували штучної вентиляції легень. 8 хворих одужали, внаслідок чого загальна кількість одужань досягла 8574. Кількість померлих залишилася на рівні 123.[232]
- Нова Зеландія повідомила про 5 нових одужань, кількість активних випадків хвороби зменшилась до 22, а кількість одужань зросла до 1511. Нових випадків хвороби не було, загальна кількість випадків залишилася на рівні 1555 (1205 підтверджених та 350 імовірних). Кількість померлих залишилася на рівні 22.[233]
- У Сінгапурі повідомили про 354 нових випадки хвороби, загальна кількість випадків зросла до 49098.[234][235]
- Україна повідомила про 856 нових випадків хвороби і 17 нових смертей, загальна кількість зросла до 61851 і 1551 відповідно; загалом одужали 34 тисячі хворих.[236]

### 24 липня
Ситуаційний звіт ВООЗ № 186:
- Австралійський штат Вікторія повідомив про 300 нових випадків хвороби і 6 нових смертей за останню добу. Крім того, 447 випадків у цьому штаті були пов'язані з закладами догляду за літніми людьми.[237]
- Канада повідомила про 534 нових випадки хвороби, загальна кількість випадків зросла до 113206.[2]
- Малайзія повідомила про 21 новий випадок хвороби, загальна кількість випадків зросла до 8861. Налічувався 161 активний випадок хвороби, 5 у реанімації та 2 на штучній вентиляції легень. 3 зворі одужали, загальна кількість одужань досягла 8577. Кількість померлих залишилася на рівні 123.[238]
- Нова Зеландія повідомила про один новий випадок хвороби, загальна кількість випадків зросла до 1556 (1206 підтверджених і 350 ймовірних). Зареєстровано 2 одужання, загальна кількість одужань досягла 1513. Налічувався 21 активний випадок хвороби.[239]
- Сінгапур повідомив про 277 нових випадків хвороби, загальна кількість випадків досягла 49375.[240][241]
- Україна повідомила про 972 нових випадки хвороби та 20 нових смертей, загальна кількість зросла до 62823 та 1571 відповідно; загалом одужали 34886 хворих.[242]
- У Сполучених Штатах Америки кількість випадків хвороби перевищила 4 мільйони.[243]

### 25 липня
Ситуаційний звіт ВООЗ № 187:
- Канада повідомила про 496 нових випадків хвороби, загальна кількість випадків досягла 113702.[2]
- У Малайзії повідомили про 23 нові випадки хвороби, загальна кількість до 8884. 17 хвороби одужали, внаслідок чого загальна кількість одужань досягла 8594. Налічувались 167 активних випадків хвороби, з них 3 в реанімації та 2 на штучній вентиляції легень. Кількість померлих залишилася а рівні 123.[245]
- Нова Зеландія не повідомила про нові випадки хвороби, кількість активних випадків залишилася на рівні 21. Загальна кількість випадків залишилася на рівні 1556 (1206 підтверджених і 350 ймовірних), число одужань становило 1513, а число померлих 22.[246]
- Сінгапур повідомив про 513 нових випадків хвороби, загальна кількість випадків досягла 49888.[247][248]
- Україна повідомила про 1106 нових випадків хвороби і 19 нових смертей, загальна кількість зросла до 63929 і 1590 відповідно; загалом одужали 35497 хворих.[249]
- Сахарська Арабська Демократична Республіка повідомила про перші 4 випадки хвороби.[250]

### 26 липня
Ситуаційний звіт ВООЗ № 188:
- Канада повідомила про 479 нових випадків хвороби, загальна кількість випадків зросла до 114181.[2]
- Малайзія повідомила про 13 нових випадків хвороби, внаслідок чого загальна кількість випадків досягла 8897. 6 хворих одужали, внаслідок чого загальна кількість одужань досягла 8600. Повідомлено про одну смерть, кількість померлих зросла до 124.[252]
- Нова Зеландія не повідомила про нові випадки хвороби. Загальна кількість випадків залишилася на рівні 1556 (1206 підтверджених та 350 ймовірних), кількість одужань — 1513, а кількість померлих — 22. Налічувався 21 активний випадок хвороби.[253]
- Сінгапур повідомив про 481 новий випадок хвороби, загальна кількість випадків зросла до 50369.[254][255]
- Україна повідомила про 920 нових випадків хвороби і 15 нових смертей, загальна кількість зросла до 64849 і 1605 відповідно; загалом одужали 35807 хворих.[256]
- США повідомили про 143663 смерті загалом.

### 27 липня
Ситуаційний звіт ВООЗ № 189:
- Канада повідомила про 416 нових випадків хвороби, загальна кількість випадків зросла до 114597.[2]
- Малайзія повідомила про 7 нових випадків хвороби, загальна кількість випадків зросла до 8904. Налічувалось 179 активних випадків хвороби, а кількість смертей залишилася на рівні 124.[258] Один хворий одужав, загальна кількість одужань сягнула 8601.[259]
- Нова Зеландія не повідомила про нові випадки хвороби. Загальна кількість випадків залишилася на рівні 1556 (1206 підтверджених та 350 імовірних), кількість одужань — 1513, а кількість померлих — 22. Налічувався 21 активний випадок хвороби.[260]
- Сінгапур повідомив про 469 нових випадків хвороби, загальна кількість випадків зросла до 50838.[261][262]
- Україна повідомила про 807 нових випадків хвороби та 11 нових смертей, загальна кількість зросла до 65656 та 1616 відповідно; загалом одужали 36122 хворих.[263]

### 28 липня
Ситуаційний звіт ВООЗ № 190:
- Канада повідомила про 397 нових випадків хвороби, загальна кількість випадків зросла до 114994.[2]
- Малайзія повідомила про 39 нових випадків хвороби, загальна кількість випадків зросла до 8943. 6 хворих одужали, внаслікок чого загальна кількість одужань досягла 8607. Налічувались 212 активних випадків хвороби, а кількість смертей залишилася на рівні 124.[265]
- Нова Зеландія повідомила про один новий випадок хвороби в керованій ізоляції, загальна кількість випадків зросла до 1557 (1207 підтверджених і 350 ймовірних). Один хворий одужав, загальна кількість одужань досягла 1514. Налічувався 21 активний випадок хвороби, а кількість померлих становила 22.[266]
- У Сінгапурі повідомили про 359 нових випадків хвороби, загальна кількість випадків зросла до 51197.[267][268]
- Україна повідомила про 919 нових випадків хвороби і 13 нових смертей, загальна кількість випадків зросла до 66575 і 1629 відповідно; загалом одужали 36744 хворі.[269]

### 29 липня
Ситуаційний звіт ВООЗ № 191:
- Канада повідомила про 412 нових випадків хвороби, загальна кількість випадків досягла 115406.[2]
- Малайзія повідомила про 13 нових випадків хвороби, загальна кількість випадків зросла до 8612. Було зареєстровано 10 нових одужань, загальна кількість одужань зросла до 8612. Налічувались 220 активних випадків хвороби, а кількість смертей залишилася на рівні 124.[271][272]
- Нова Зеландія повідомила про 2 нових випадки хвороби, зареєстровані в керованій ізоляції, кількість активних випадків зросла до 23, а загальна кількість випадків до 1559 (1209 підтверджених і 350 імовірних). Загалом 1514 хворих одужали, а кількість померлих становила 22.[273]
- У Сінгапурі повідомили про 334 нові випадки хвороби, загальна кількість випадків зросла до 51531.[274][275]
- Україна повідомила про 1022 нові випадки хвороби та 21 нову смерть, загальна кількість зросла до 67597 та 1650 відповідно; загалом одужали 37394 хворі.[276]

### 30 липня
Ситуаційний звіт ВООЗ № 192:
- Канада повідомила про 410 нових випадків хвороби, загальна кількість випадків досягла 115816.[2]
- Малайзія повідомила про 8 нових випадків хвороби, загальна кількість випадків зросла до 8964. 5 хворих одужали, загальна кількість одужань досягла 8617. Кількість померлих залишилася на рівні 124.[278]
- Нова Зеландія повідомила про один новий випадок хвороби, кількість активних випадків зросла до 24, а загальна кількість випадків до 1560 (1210 підтверджених і 350 ймовірних). Загалом 1514 хворих одужали, а кількість померлих залишилася на рівні 22.[279]
- Сінгапур повідомив про 278 нових випадків хвороби, загальна кількість випадків зросла до 51809.[280][281]
- Україна повідомила про рекордні 1197 нових випадків за добу, а також про 23 нові смерті, загальна кількість зросла до 68794 і 1673 відповідно; загалом одужали 38154 хворі.[282]

### 31 липня
Ситуаційний звіт ВООЗ № 193:
- Канада повідомила про 496 нових випадків хвороби, загальна кількість випадків досягла 116312.[2]
- На Фіджі зареєстровали першу смерть від COVID-19 — 66-річного чоловіка, який повернувся з Індії.[284]
- Малайзія повідомила про 12 нових випадків хвороби, кількість активних випадків зросла до 2017, а загальна кількість випадків — до 8976. 27 хворих одужали, загальна кількість одужань досягла 8644. Повідомлено про одну смерть, кількість померлих зросла до 125.[285]
- Нова Зеландія повідомила про 4 нові одужання, загальна кількість одужань зросла до 1518, а кількість активних випадків — до 20. Загальна кількість випадків залишилася на рівні 1560 (1210 підтверджених і 350 ймовірних), а кількість смертей залишилася на рівні 22.[286]
- У Сінгапурі повідомили про 396 нових випадків хвороби, загальна кількість випадків зросла до 52205.[287][288]
- Україна повідомила про 1090 нових випадків хвороби та 20 нових смертей, загальна кількість зрослпа до 69884 та 1693 відповідно; загалом одужали 38752 хворі.[289]

## Резюме
Країни та території, які підтвердили перші випадки захворювання протягом липня 2020 року:
| Дата     | Країна або територія                       |
| -------- | ------------------------------------------ |
| 25 липня | Сахарська Арабська Демократична Республіка |

Станом на кінець липня лише такі країни та території не повідомляли про випадки зараження SARS-CoV-2:
Африка
- Острови Святої Єлени, Вознесіння і Тристан-да-Кунья

Азія
- Кокосові острови
- Острів Різдва
- Північна Корея
- Туркменістан

Європа
- Шпіцберген ( Норвегія)

Океанія
- Американське Самоа
- Острови Кука
- Кірибаті
- Маршаллові Острови
- Федеративні Штати Мікронезії
- Науру
- Ніуе
- Острів Норфолк
- Палау
- Піткерн
- Самоа
- Соломонові Острови
- Токелау
- Тонга
- Тувалу
- Вануату
- Волліс і Футуна